# Maria I av Boulogne
Maria I av Boulogne, född 1136, död 1182, var regerande vasallgrevinna av grevskapet Boulogne från 1159 till 1170. Hon abdikerade år 1170 och gick i kloster, där hon senare blev abbedissa.